# Hoplophoneus
Hoplophoneus is een geslacht van uitgestorven katachtige roofdieren dat behoort tot de Nimravidae uit het Eoceen en vroegste Oligoceen. Fossielen zijn vooral bekend uit Noord-Amerika, maar zijn ook beschreven in Azië. Het roofdier deed sterk denken aan de latere sabeltandkatten, maar was niet nauw aan hen verwant.

## Kenmerken
Het geslacht omvat meerdere soorten, waarvan H. occidentalis de grootste was. Het lichaam was erg gespierd, wat wordt aangetoond door de robuuste botstructuur. Deze soort was ongeveer zo groot als de hedendaagse nevelpanter met een lichaamslengte van honderdtien centimeter en een schouderhoogte van zestig centimeter. Andere soorten waren kleiner en kwamen wat betreft hun formaat overeen met een hedendaagse lynx: veertig centimeter hoog bij de schouder en ongeveer dertig kilogram zwaar. Hoplophoneus was in het bezit van lange bovenste hoektanden, een stevige nek, sterke poten en goed ontwikkelde klauwen. Een flens op de onderkaak beschermde elk van de twee sabeltanden. Zijn kaken konden tot een hoek van negentig graden worden geopend. De ledematen waren relatief kort, de wervelkolom en dus het lichaam zelf, strekte zich heel lang uit in vergelijking met katten. Hoplophoneus was daarom over het algemeen vrij laag, maar lang en enorm. Hoplophoneus mentalis was over het algemeen zeker groter dan een luipaard.

## Leefwijze
Hoplophoneus joeg waarschijnlijk onder andere op paarden zoals Mesohippus, dwergherten, primitieve evenhoevigen en hazen, die allen in grote aantallen leefden in hetzelfde gebied als deze onechte sabeltandkat.

## Soorten en verspreiding
Een van de vroegste soorten was Hoplophoneus mentalis uit het Laat-Eoceen van Noord-Amerika. Deze soort was groter dan een luipaard en had al langwerpige bovenste hoektanden. In het geval van de relatief kleine, ongeveer luipaardgrote soort Hoplophoneus occidentalis waren de bovenste hoektanden slechts matig langwerpig. Fossielen van Hoplophoneus zijn ook bekend uit het bovenste Eoceen van Thailand. De twee grote Noord-Amerikaanse soorten Eusmilus sciarius en Eusmilus dakotensis worden, afhankelijk van de auteur, geteld tot Eusmilus of Hoplophoneus.